# Limnoruanis romanae
Limnoruanis romanae är en plattmaskart. Limnoruanis romanae ingår i släktet Limnoruanis och familjen Typhloplanidae. Inga underarter finns listade i Catalogue of Life.